# アオハシヒムネオオハシ
アオハシヒムネオオハシ （学名：Ramphastos dicolorus)）は、キツツキ目オオハシ科に分類される鳥類の一種。

## 分布
南アメリカ